# Patilla

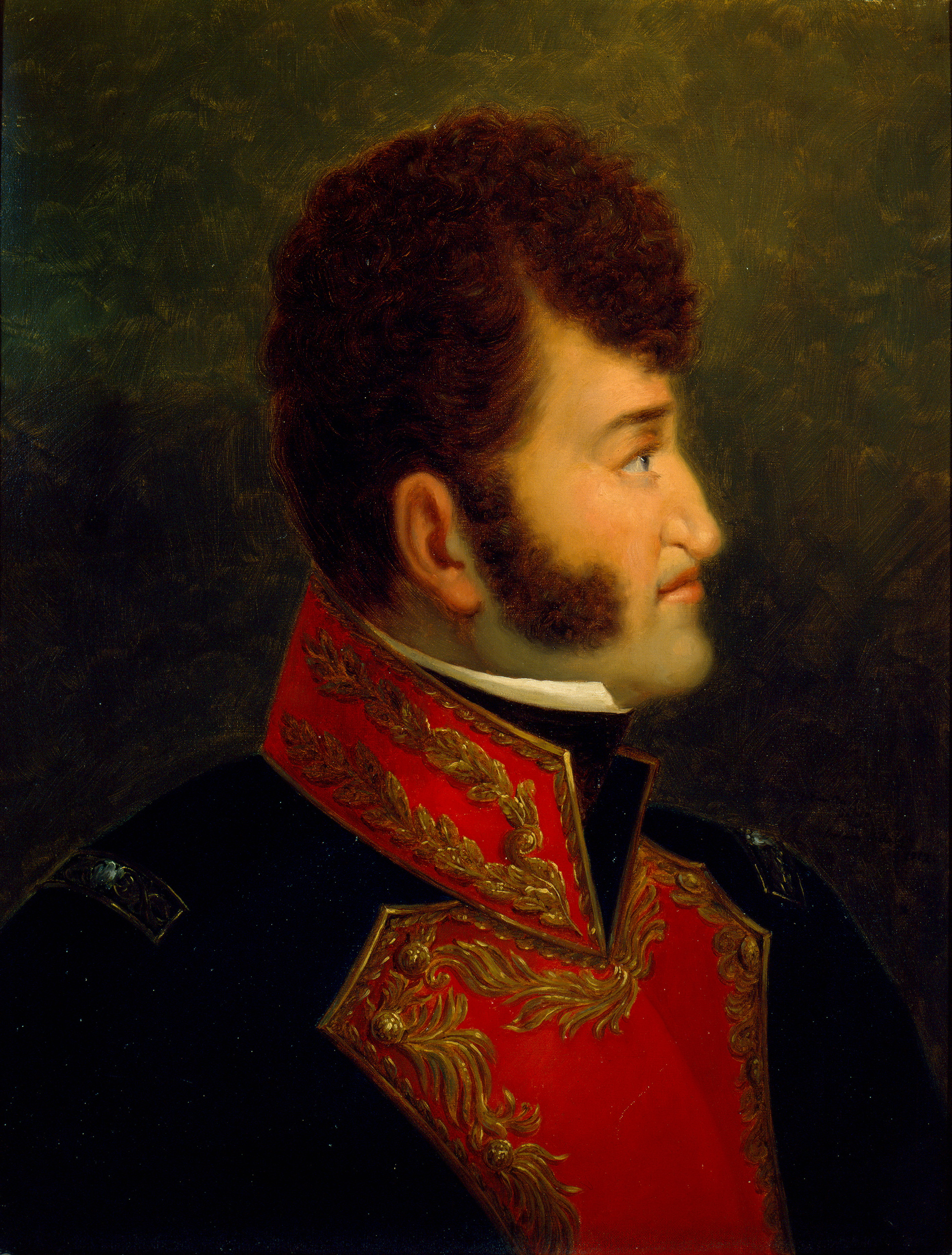
Detalle de las patillas del caudillo mexicano Ignacio Allende

La patilla (diminutivo de «pata») es una banda de pelo facial que crece a ambos lados de la cara de un hombre, junto a las orejas descendiendo por la mandíbula.
En Venezuela y Colombia se conoce la "patilla" como un sinónimo de la sandía.

## Tipos de patillas
Las variaciones de patillas apenas se restringen a cualquier tipo de longitud o forma particular y pueden encontrarse un gran número de variaciones a lo largo de la historia. Las patillas pueden ser finas o anchas; voluptuosas o recortadas; bien aligeradas, abundantes o con un límite; y a media oreja o largas hasta la mandíbula. Otras patillas se convierten en prolongaciones del bigote. 
Las patillas se puede usar conjuntamente con otros estilos de vello facial, tales como el bigote o la perilla, pero una vez que se extiendan de oído a oído por la barbilla dejan de ser patillas para convertirse en una barba sin bigote denominada sotabarba.

## Historia
Las patillas están presentes en la historia desde la antigüedad. Así, por ejemplo, Alejandro Magno era ya retratado en mosaicos con ellas.
Después del período de afeitado total del siglo XVIII, las patillas así como las barbas comenzaron a obtener popularidad a comienzos del XIX, una tendencia que finalmente se extendió a Japón. Las patillas del siglo XIX eran a menudo mucho más extravagantes que las conocidas hoy en día más en la línea de unión con el bigote como una sola pieza. Como con las barbas, las patillas pasaron rápidamente de moda a comienzos del siglo XX pero hicieron una reaparición en los años 50 hasta los años 70 entre la generación más joven. Las patillas en punta, más específicamente, se convirtieron en un símbolo en los clubs de gays de San Francisco y Sídney, Australia.
Debido a su multifacética historia, las patillas se pueden considerar tanto como estrictamente victorianas y ultraconservadoras, o como muestra de rebeldía en el estilo de los años 50 a 70. Hoy en Las patillas han llegado a un nivel intermedio de decadencia, aunque los grupos de aficionados a las patillas y la barba se han formado y han prosperado con la introducción de internet.
Los indígenas de México como los aztecas afeitaban sus cabezas y usaban sus patillas largas, así como los indígenas colombianos. Dicho estilo de patillas era llamado balcarrotas.

## Galería de personajes reconocidos con patillas

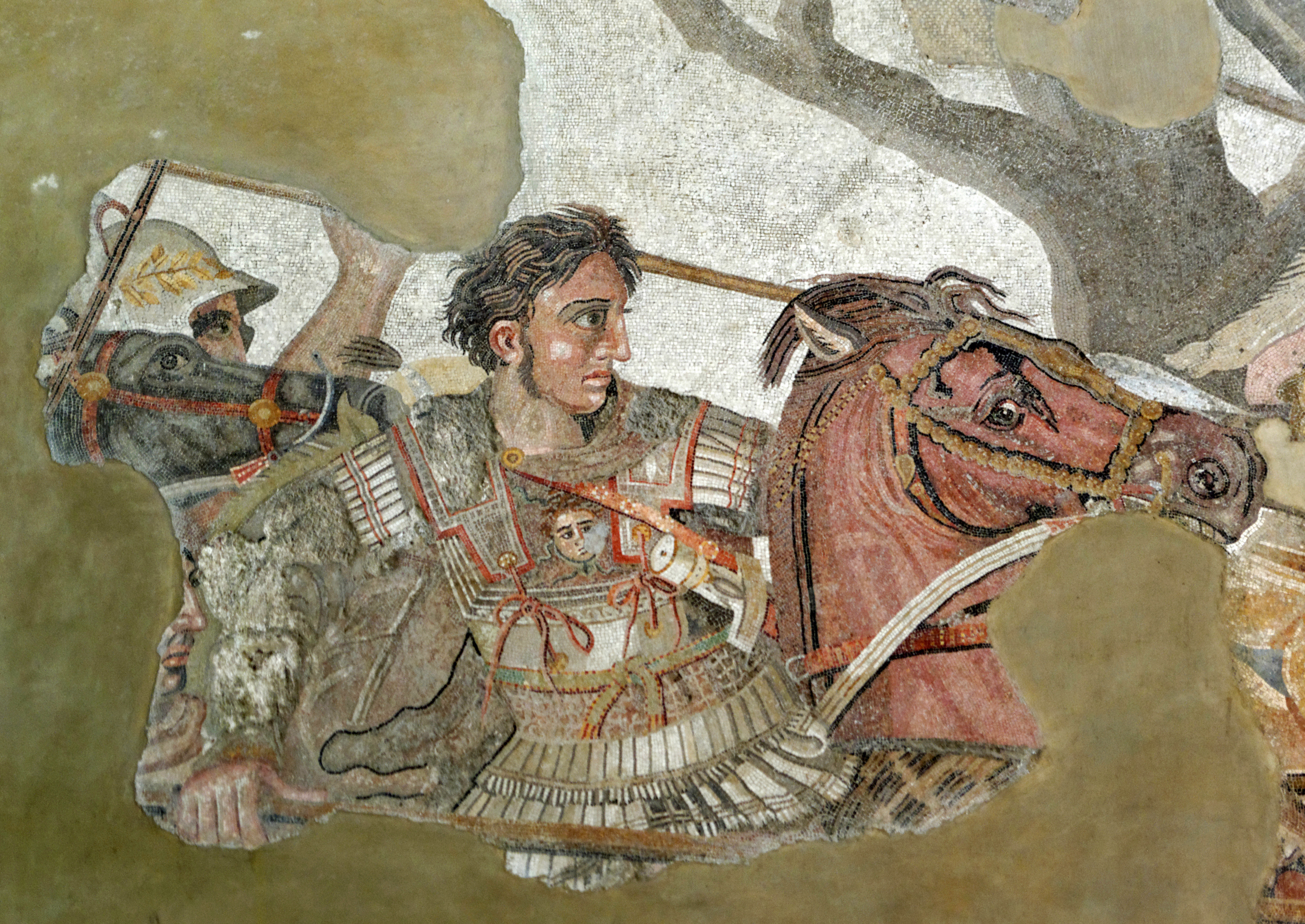
Alejandro Magno (356 a. C.-323 a. C). Emperador y general macedonio, regente de uno de los imperios más extensos de la antigüedad.
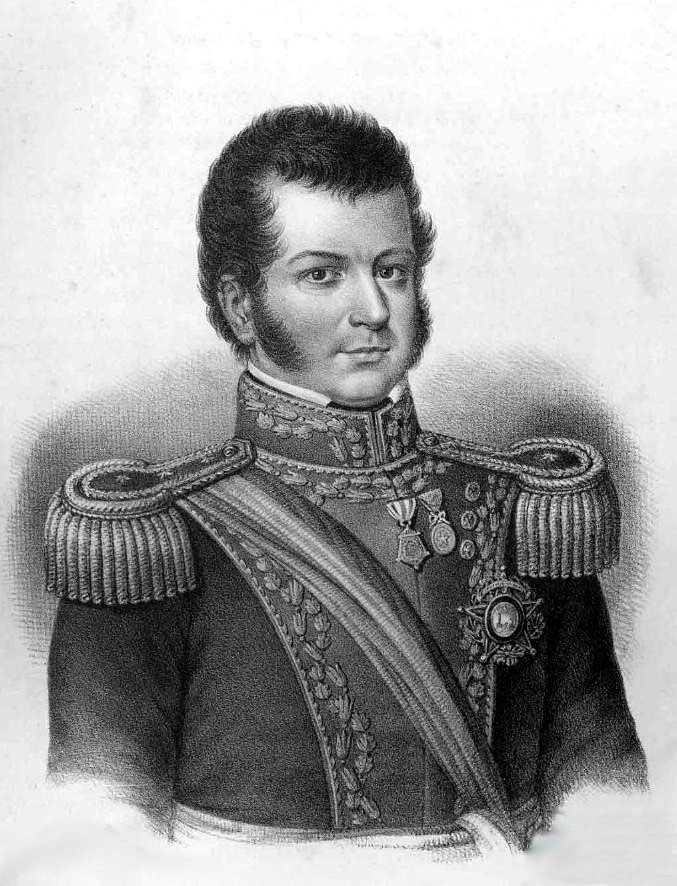
Bernardo O'Higgins (1778 - 1842). Político y militar chileno, considerado el Padre de la patria en Chile.
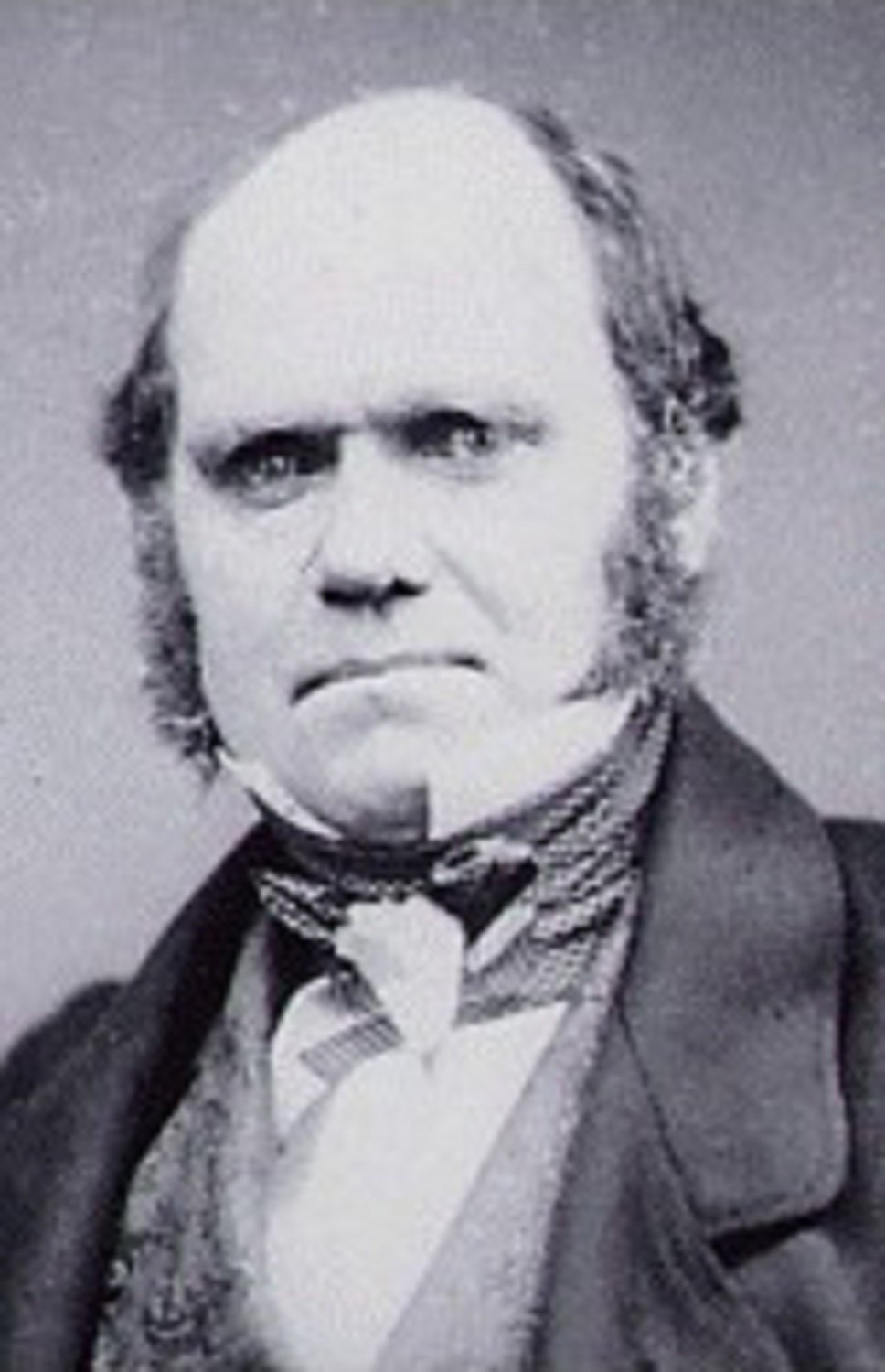
Charles Darwin (1809-1882). Naturalista inglés. Propuso la teoría de la evolución basada en la selección natural.
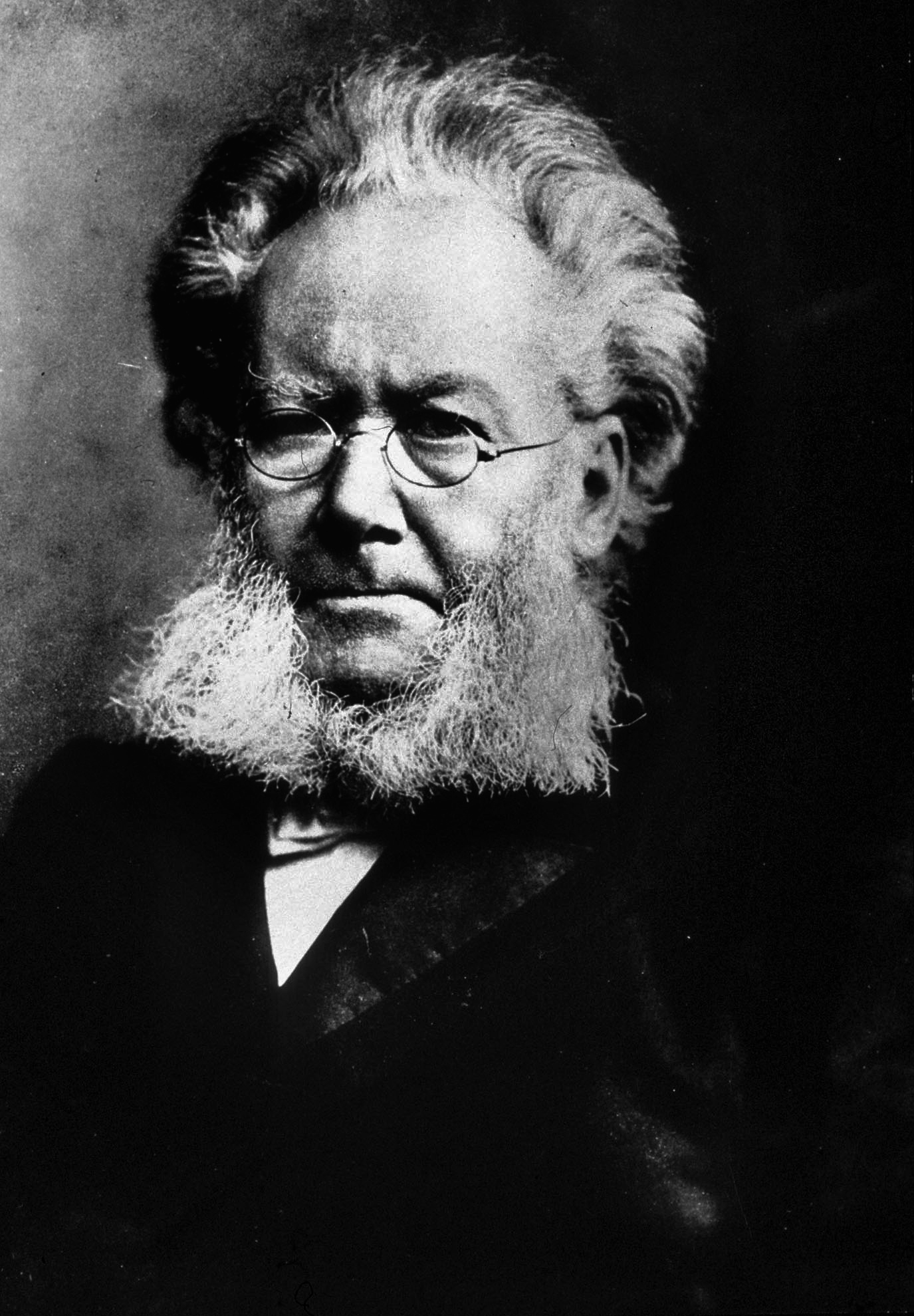
Henrik Ibsen (1828-1906). Dramaturgo y poeta noruego.
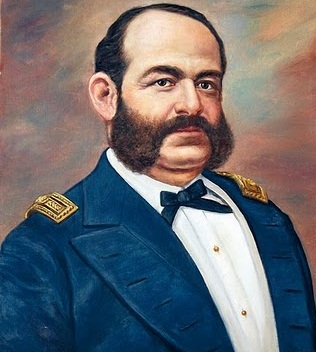
Miguel Grau Seminario (1834-1879). Marino peruano, almirante de la Marina de Guerra del Perú y destacado patriota peruano.
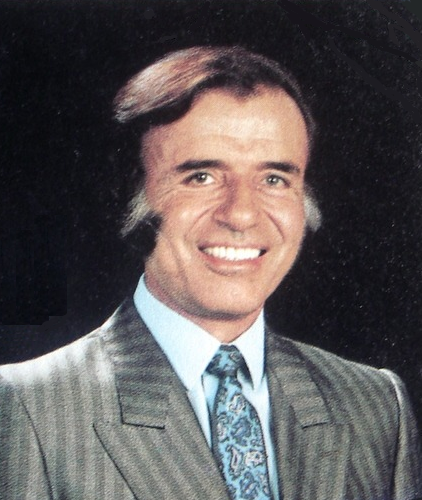
Carlos Menem (1930-2021). Destacado político argentino, dos veces presidente de Argentina y tres veces gobernador de la provincia de La Rioja.
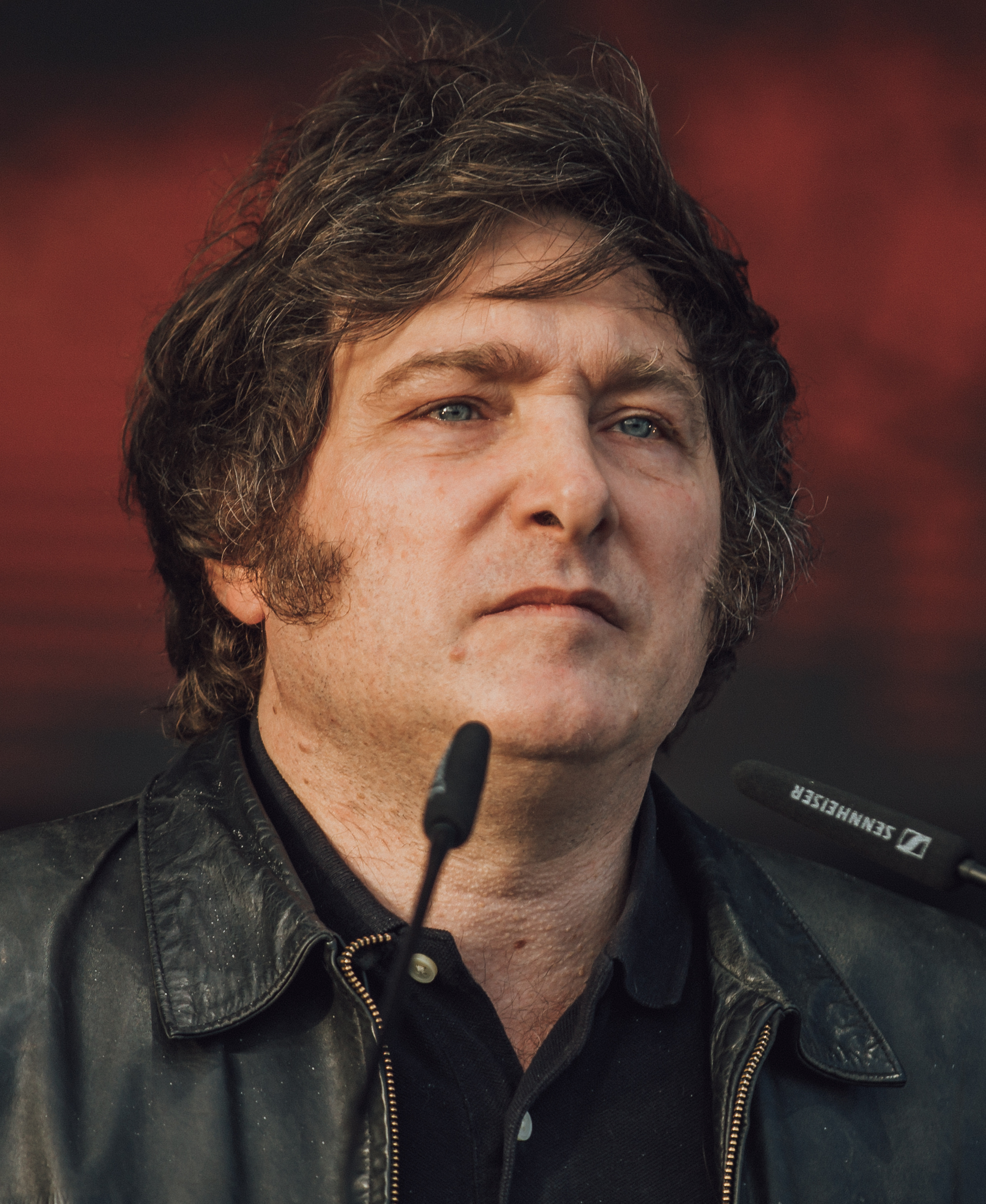
Javier Milei (1970). Político y economista argentino, actualmente diputado por la Ciudad Autónoma de Buenos Aires y presidente electo de la nación Argentina ganador del balottage realizado el día Domingo 19 de noviembre de 2023 por el periodo 2023-2027.
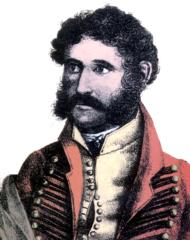
Facundo Quiroga (1788-1835). Político, militar, y caudillo federal argentino.
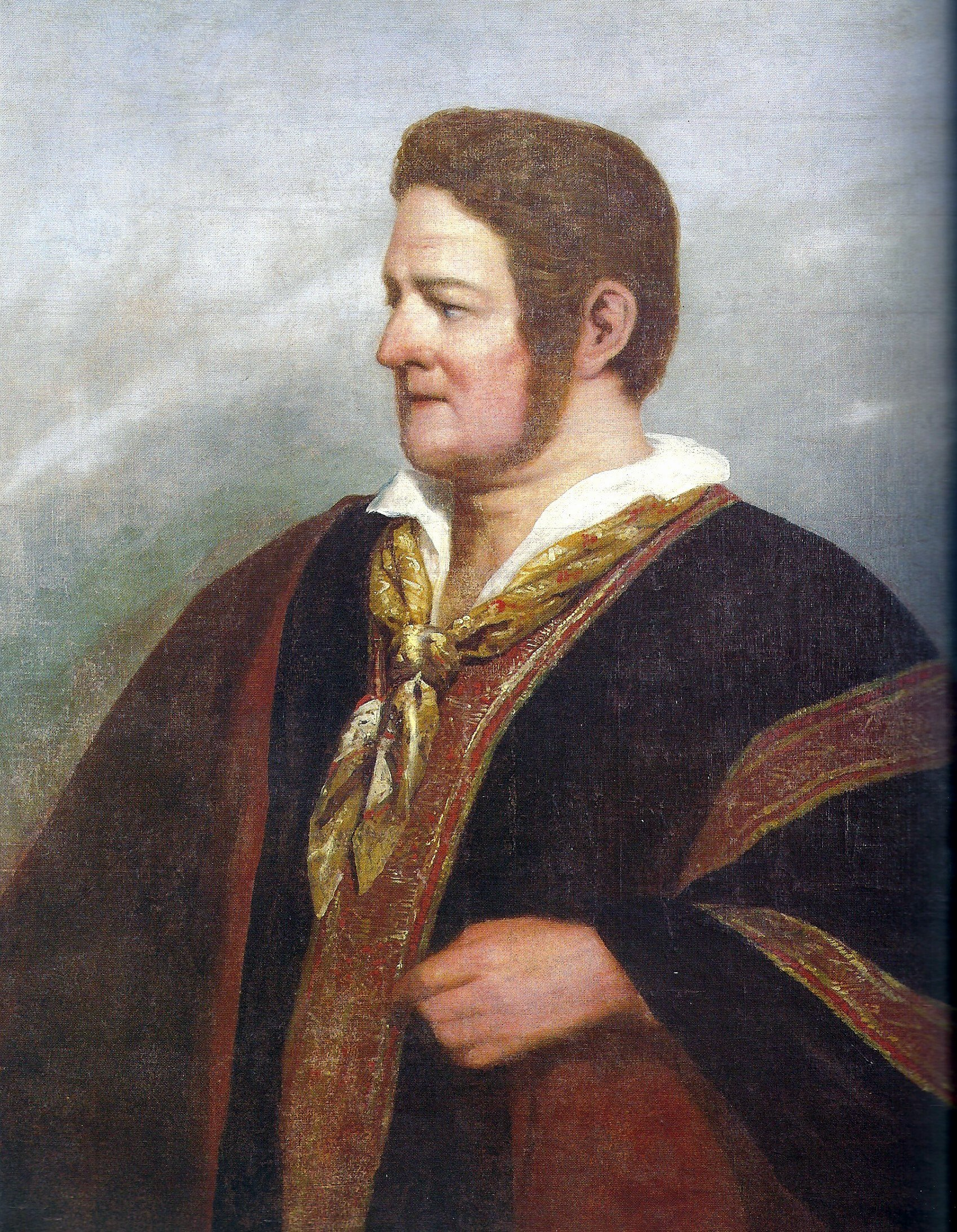
Juan Manuel de Rosas (1793-1877). Político, militar, y caudillo federal argentino dos veces gobernador de la Provincia de Buenos Aires.
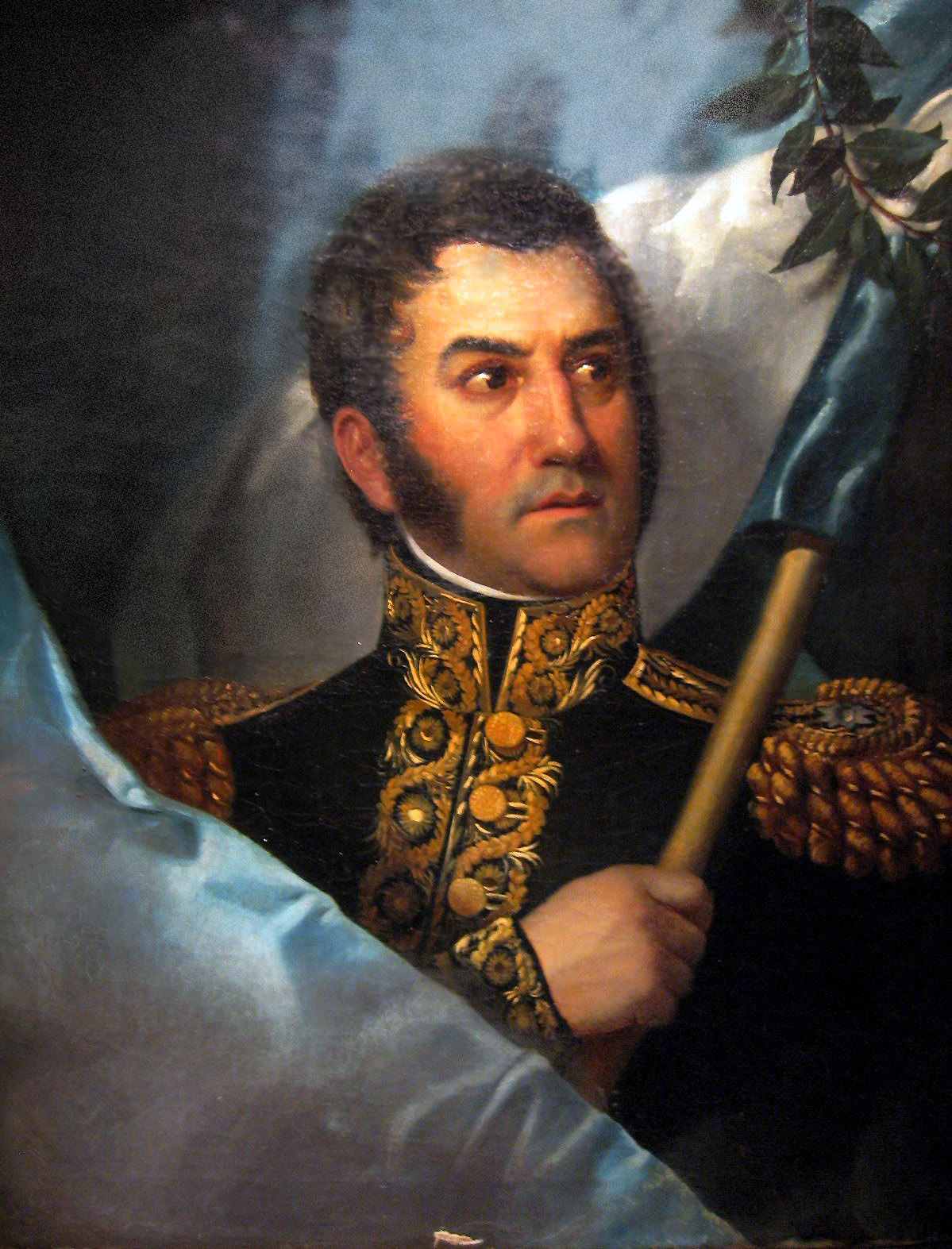
José de San Martín (1778-1850). Político y militar argentino, reconocido por ser uno de los libertadores de Argentina (donde es recordado como el Padre de la patria), Chile y Perú.
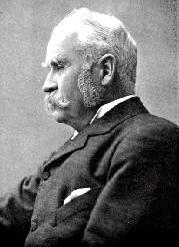
W. S. Gilbert (1836-1911). Dramaturgo, libretista e ilustrador inglés.
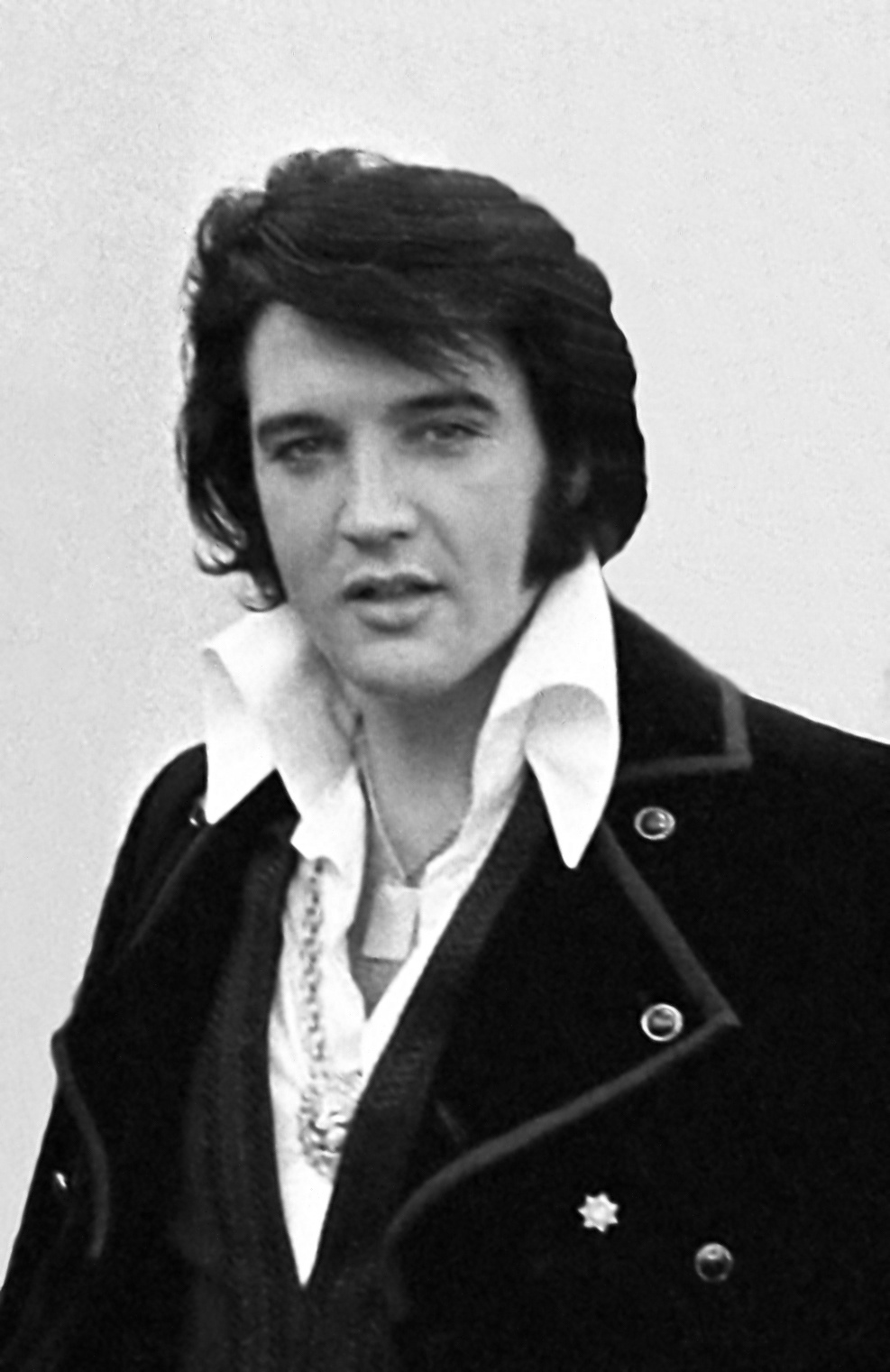
Elvis Presley (1935-1977). cantante y actor estadounidense.